# Ceanothus crassifolius
Ceanothus crassifolius är en brakvedsväxtart som beskrevs av John Torrey. Ceanothus crassifolius ingår i släktet Ceanothus och familjen brakvedsväxter. Inga underarter finns listade i Catalogue of Life.

## Bildgalleri

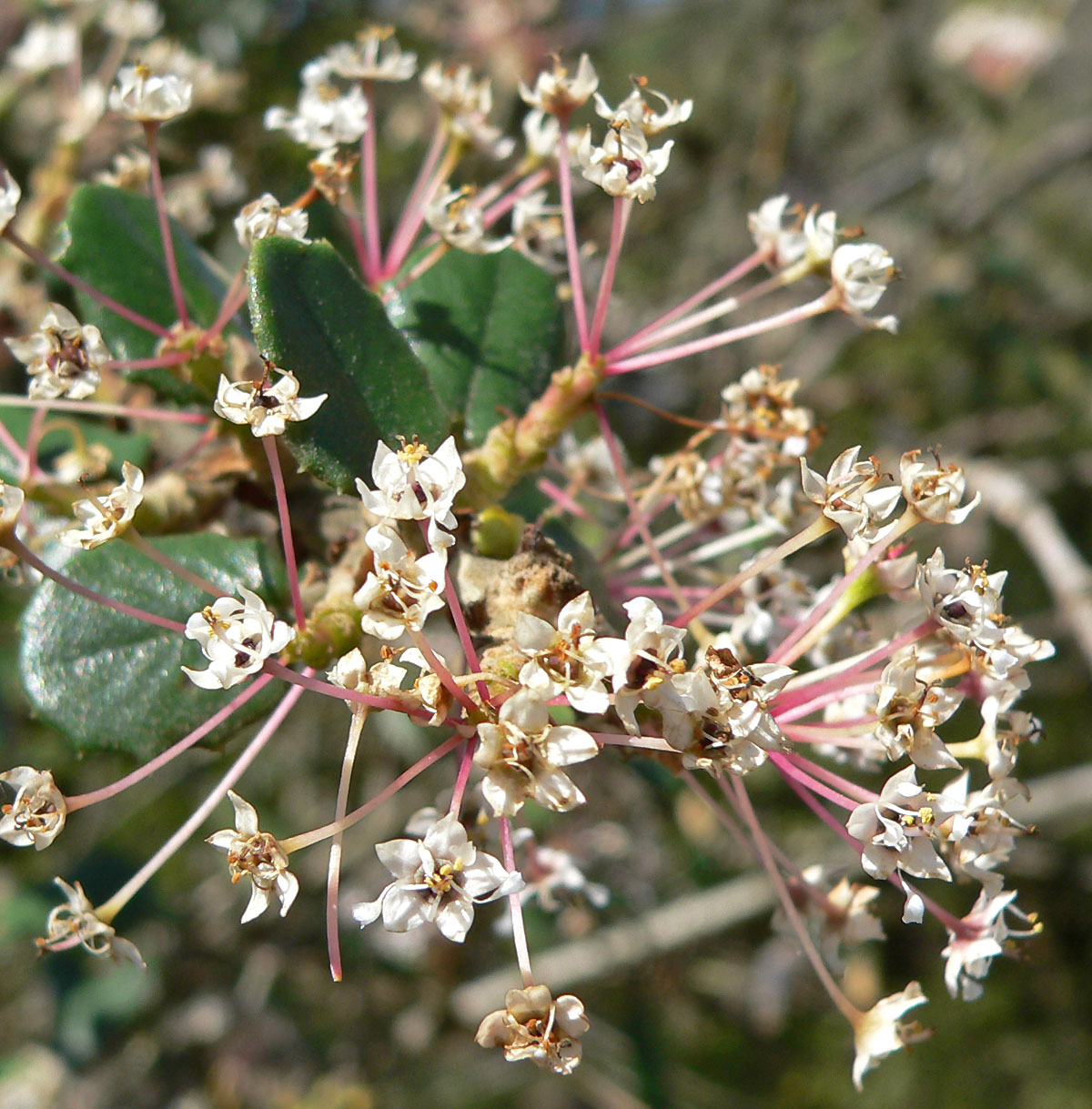
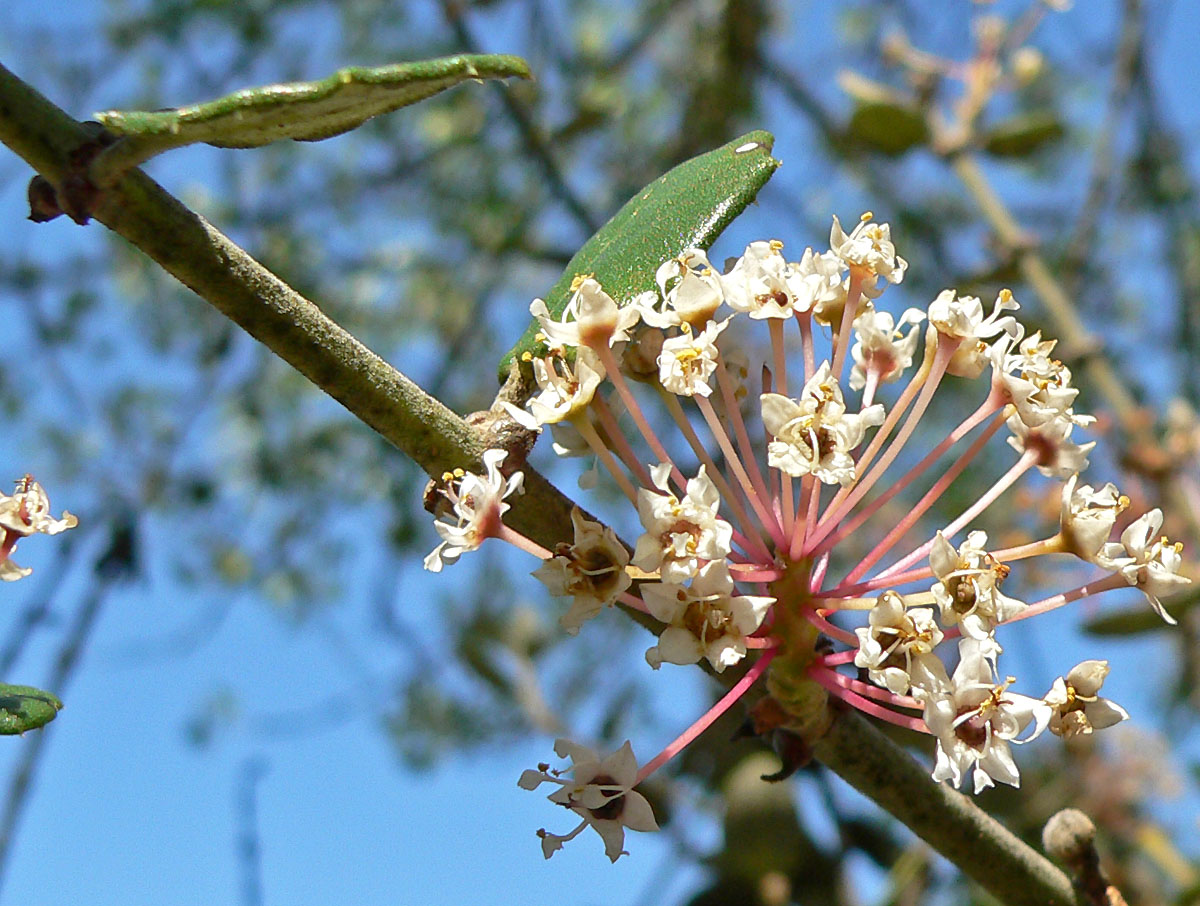
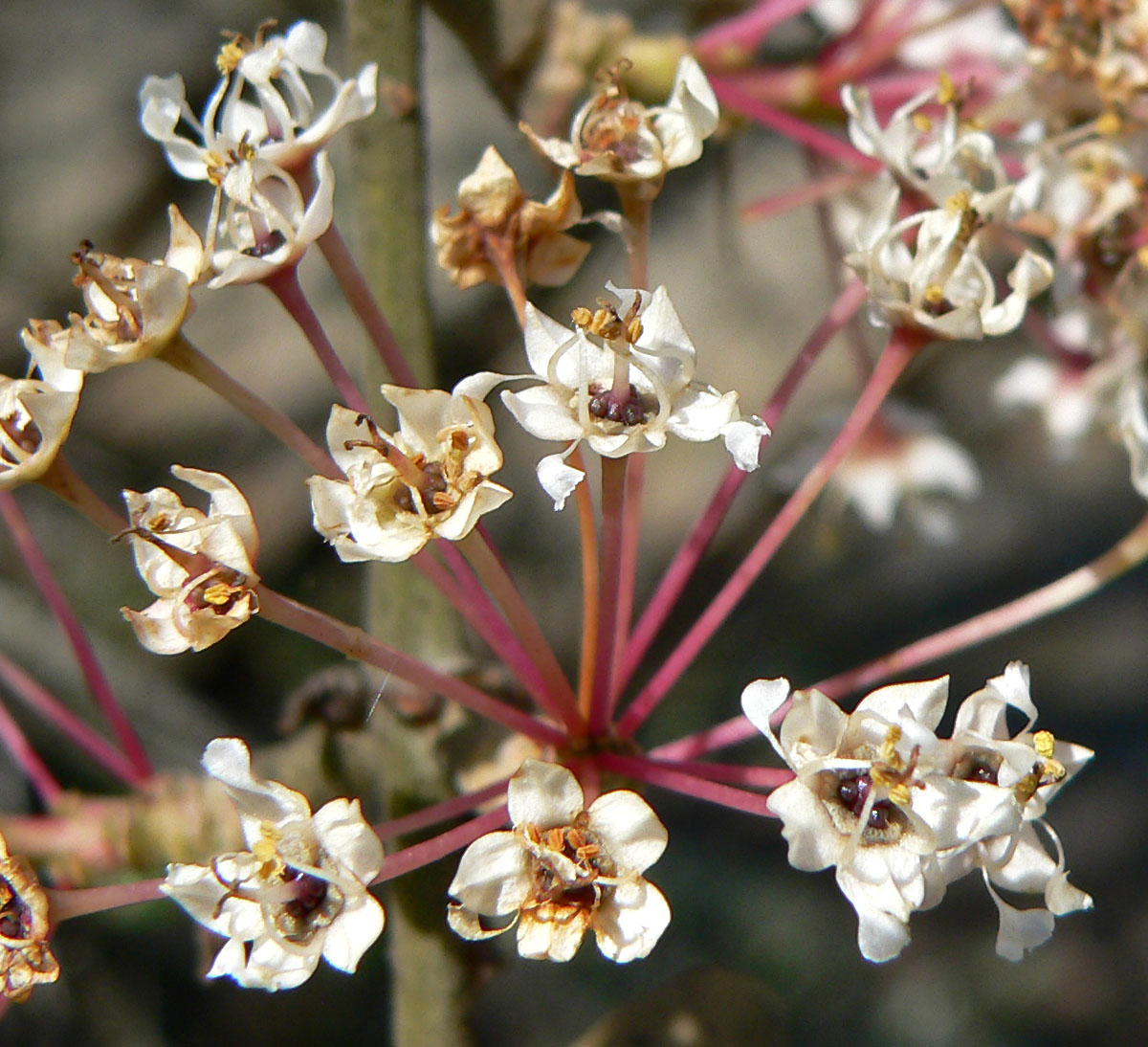